# Choulex
Choulex /ʃuˈle/ (toponimo francese) è un comune svizzero di 1 149 abitanti del Canton Ginevra.

## Monumenti e luoghi d'interesse

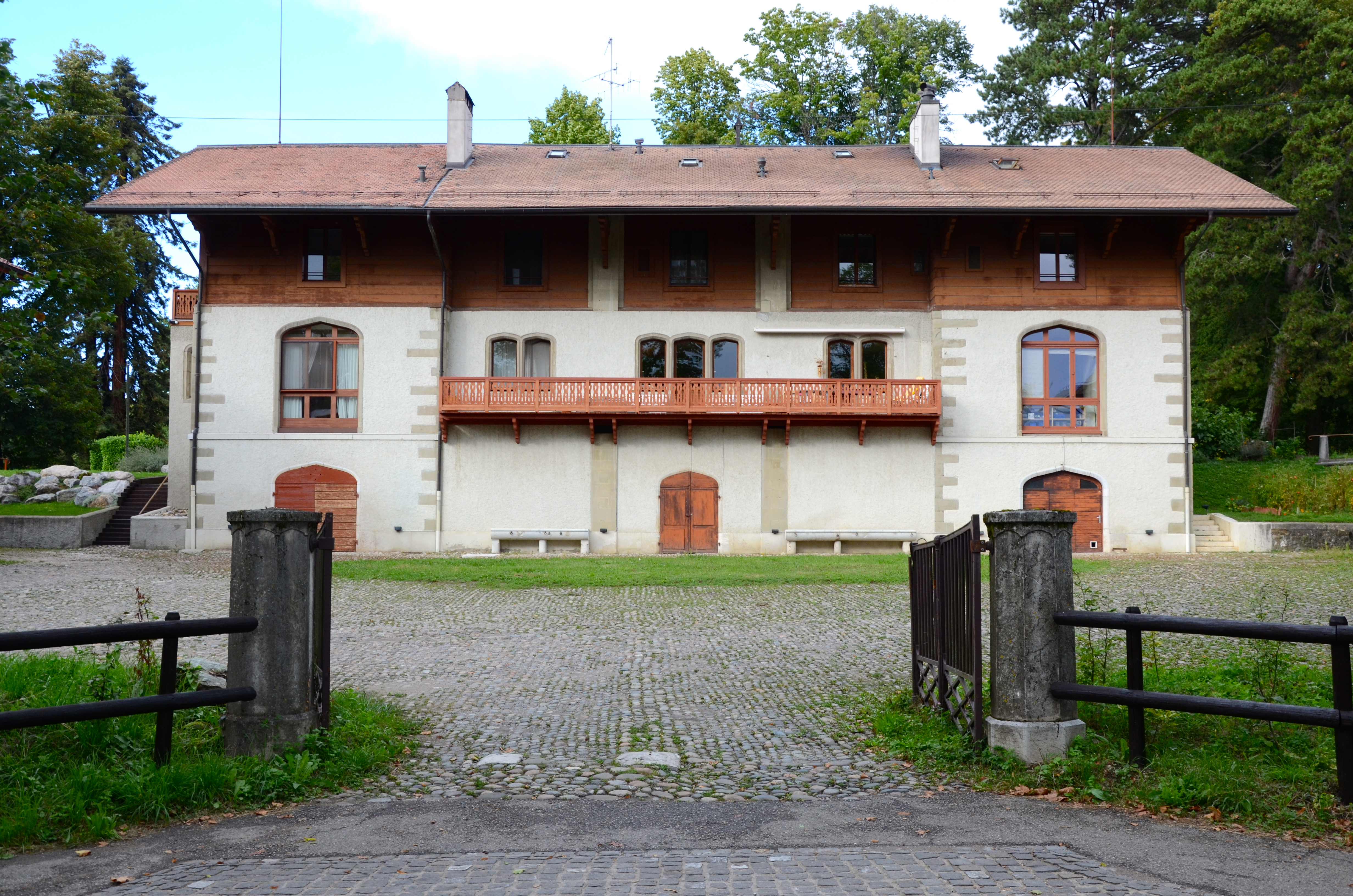
La tenuta di Miolan

- Chiesa cattolica di Sant'Andrea, eretta nel Medioevo e ricostruita nel 1837-1839[1];
- Tenuta di Miolan, eretta nel XV secolo[1].

## Società

### Evoluzione demografica
L'evoluzione demografica è riportata nella seguente tabella:
Abitanti censiti

## Geografia antropica

### Frazioni
Le frazioni di Choulex sono:
- Bonvard
- Briffod
- Chevrier
- La Capite
- Miolan

## Amministrazione
Ogni famiglia originaria del luogo fa parte del comune patriziale che ha la responsabilità della manutenzione di ogni bene comune.